# Alfa Romeo 85AF
L'Alfa Romeo 85 AF est le premier trolleybus produit par le constructeur italien Alfa Romeo de 1936 à 1940.

## Histoire

### Contexte
Alfa Romeo, célèbre constructeur d'automobiles sportives a commencé à s'intéresser au secteur des transports lourds en 1930. Le constructeur avait fabriqué auparavant des véhicules utilitaires légers dérivés des châssis de ses voitures. Le premier vrai camion fut l'Alfa Romeo 50, construit à partir de 1931, puis le 80 à trois essieux en 1932. Comme cela était la coutume à cette époque, les constructeurs fabriquaient les châssis motorisés qui étaient ensuite équipés et aménagés par des carrossiers spécialisés homologués par les constructeurs. Les trolleybus respectaient la même règle.

### Le trolleybus 85 AF
Le modèle Alfa Romeo 85 AF est le premier modèle de trolleybus produit par le constructeur italien Alfa Romeo. Il est conçu sur la base de l'autobus Alfa Romeo 85. Contrairement à la version autobus diesel, ce trolleybus n'a pas connu un grand succès. Venant concurrencer le Fiat 656F, il a été utilisé au niveau national italien et construit en seulement 27 exemplaires.
Trois séries distinctes ont été fabriquées pour les régies municipales de transports des villes suivantes :
- AR 85AF1 en 1936 - ATAG de Rome avec une carrosserie Macchi et un équipement électrique de traction CGE avec un moteur double CV1058 de 120 ch - 8 exemplaires produits, dont 2 ont été saisis par la Wehrmacht en 1944.
- AR 85AF2 en 1937 - ATM Trieste avec une carrosserie Macchi et un équipement électrique de traction Marelli avec deux moteurs MTC40 de 60 Ch - 5 exemplaires produits radiés en 1968,
- AR 85AF3 en 1940 - ATV du Lido de Venise, avec une carrosserie Stanga et un équipement électrique de traction Ansaldo - 14 exemplaires produits radiés en 1966.

### Trolleybus prototype à double alimentation 85 AMF1
Le constructeur Alfa Romeo a projeté en 1938 une version très particulière de son modèle 85AF, équipée de la traction électrique mais également d'un moteur thermique fonctionnant au gaz méthane, baptisée A.R. 85 AFM1.
D'autres constructeurs reprendront, bien plus tard, cette solution d'autonomie avec des moteurs diesel.